# Amentet
Amentet (hay Amentit, Imentet và Imentit) là một nữ thần trong tôn giáo Ai Cập cổ đại. Bà là vị thần đại diện cho cái chết và bờ tây sông Nile. Bà thường hay đi cùng với nữ thần phương đông Iabet.
Tuy không được thờ cúng một cách chính thức, nhưng tên bà vẫn xuất hiện nhiều trong các bài hát ca tụng và trong Sách chết.

## Miêu tả
Bà được mô tả là một người phụ nữ đội trên đầu biểu tượng của phương Tây, phía trên là một con chim ưng một cọng lông. Hình ảnh của nữ thần thường xuất hiện trên các quan tài, lăng mộ để bảo vệ cho người chết. Đôi khi bà được vẽ thêm một đôi cánh, thể hiện mối liên hệ với Isis và Nephthys.

## Tên gọi
Tên bà có nghĩa là "Nữ thần đến từ phương Tây". Người Ai Cập cổ đại tin rằng, khi mặt trời lặn xuống phía tây, là hình ảnh thần Ra trên hành trình đi xuyên âm phủ; vì thế, hướng tây được cho là nơi cõi âm, nơi Amentet ngự trị. Do đó, các lăng mộ và nghĩa địa thường được đặt ở phía Tây, và người chết thường được gọi là "người phương tây". Các pharaoh và nữ hoàng sau khi qua đời được gọi là "Chúa tể phương Tây".

## Thần thoại
Nữ thần Amentet sống trong một cái cây ở vùng rìa sa mạc, hướng về phía cổng âm phủ. Bà thường tiếp tế bánh mì và nước uống trước cho những linh hồn khi đưa họ về thế giới bên kia. Điều này giúp họ có thêm sức mạnh để bắt đầu cuộc hành trình tái sinh đầy thử thách phía trước để về "vùng đất lau sậy" - thiên đường trong tôn giáo Ai Cập cổ đại. Vì thế, bà cũng được coi là nữ thần của sự tái sinh.
Amentet có mối quan hệ mật thiết với Hathor về vai trò của mình ở thế giới bên kia, vì thế bà thường được coi là hiện thân của nữ thần này. Vì là thần chết, bà cũng liên kết với các nữ thần khác như Neith hay Nut. Đôi khi bà lại kết hợp với Ra-Horakthy (sáp nhập từ thần Mặt trời Ra và thần bầu trời Horus), đại diện cho ánh sáng mặt trời. Bà xuất hiện cùng với nữ thần Iabet, người cai trị sa mạc phía đông, theo Sách Trái Đất.
Trong một số thần thoại, bà là con gái của Hathor và Horus. Bà được cho là vợ của Aqen, người chở phà đưa người chết về thế giới bên kia. Amentet, Iabet cùng 10 nữ thần khác được gọi chung là "Những người tán dương Ra khi ngài vượt ra khỏi địa ngục".

## Hình ảnh
- Nữ thần Imentet chào đón pharaoh Horemheb (tranh vẽ tại KV57)
- Ra-Horakhty và Imentet